# Clube Atlético Ferroviário (Paraná)
O Clube Atlético Ferroviário foi um clube brasileiro de futebol, localizado no município de Curitiba, estado do Paraná.

## História
No dia 12 de janeiro de 1930, deu-se a cisão no Britânia Sport Club e, na residência do ferroviário Ludovico Brandalise, foi fundado o Clube Atlético Ferroviário.
Num primeiro momento, o Ferroviário surgiu para congregar os funcionários e os operários da Rede de Viação Paraná-Santa Catarina,  disputando apenas campeonatos amadores. Ao levar para as suas fileiras os principais jogadores do Britânia, o Clube Atlético Ferroviário começou a decolar como time competitivo e, sobretudo, como força popular do futebol da capital paranaense.
Tornou-se oito vezes campeão de profissionais, construiu o Estádio Durival Britto e Silva, na década de 1940, então o mais moderno do estado, revelou grandes craques, atraiu torcedores por onde passou e desenvolveu admirável intercâmbio nacional e internacional. Apelidado de "Boca-Negra", nome de um grupo indígena descoberto na selva brasileira na década de 1930, popularizou-se ainda mais.
Em 1967, foi o primeiro representante paranaense no Torneio Roberto Gomes Pedrosa. Em 29 de junho de 1971, fundiu-se com o Britânia S.C. e com o Palestra Itália F.C., formando o Colorado Esporte Clube. Em 1989 o Colorado uniu-se com o Esporte Clube Pinheiros, o que resultou na criação do Paraná Clube.

## Títulos
Mesmo extinto após a fusão, o Ferroviário ainda detém o terceiro maior acervo de títulos do Paraná. 
| ESTADUAIS               | ESTADUAIS                | ESTADUAIS         | ESTADUAIS                                       |
| Competição              | Competição               | Título            | Temporadas                                      |
| ----------------------- | ------------------------ | ----------------- | ----------------------------------------------- |
|                         | Campeonato Paranaense    | 8                 | 1937, 1938, 1944, 1948, 1950, 1953, 1965 e 1966 |
|                         | Torneio Início do Paraná | 7                 | 1934, 1937, 1938, 1943, 1950, 1954 e 1960       |
| MUNICIPAIS              |                          |                   |                                                 |
| Competição              | Competição               | Título            | Temporadas                                      |
|                         | Liga Curitibana          | 2                 | 1937 e 1938                                     |
| Taça Cidade de Curitiba | 3                        | 1948, 1949 e 1950 |                                                 |

 Campeão invicto

### Participações e Campanhas de Destaque
| Competição            | Competição                       | Temporadas | Melhor campanha                                            | Estreia | Última  |
| Paraná                | Campeonato Paranaense            | 32         | Campeão ((1937, 1938, 1944, 1948, 1950, 1953, 1965, 1966)) | 1937    | 1971    |
| Campeonato Brasileiro | Campeonato Brasileiro de Futebol | 3          | Nono Lugar (1966)                                          | 1966 TB | 1967 TB |

| Clube Atlético Ferroviário | Clube Atlético Ferroviário                         | Clube Atlético Ferroviário                   | Clube Atlético Ferroviário | Clube Atlético Ferroviário             |
| Torneio                    | Campeão                                            | Vice-campeão                                 | Terceiro colocado          | Quarto colocado                        |
| -------------------------- | -------------------------------------------------- | -------------------------------------------- | -------------------------- | -------------------------------------- |
| Campeonato Paranaense      | 8 (1937, 1938, 1944, 1948, 1950, 1953, 1965, 1966) | 7 (1942, 1946, 1947, 1949, 1955, 1957, 1963) | 2 (1952, 1959)             | 6 (1934, 1945, 1951, 1958, 1967, 1968) |